# 米沙子站
米沙子站是一个京哈铁路上的铁路车站，位于吉林省德惠市米沙子镇，建于1903年，目前为四等站，邮政编码为130302。目前客运：办理旅客乘降；行李、包裹托运；货运：办理整车货物发到。